# 马图里库
马图里库是巴西巴拉那州的一个市镇。总面积394.533平方公里，总人口4235人，人口密度10.7人/平方公里。